# (32763) 1981 EH35
1981 EH35 (asteroide 32763) é um asteroide da cintura principal. Possui uma excentricidade de 0.22489780 e uma inclinação de 3.22223º.
Este asteroide foi descoberto no dia 2 de março de 1981 por Schelte J. Bus em Siding Spring.[carece de fontes?]